# La Celle-en-Morvan
La Celle-en-Morvan é uma comuna francesa na região administrativa de Borgonha-Franco-Condado, no departamento Saône-et-Loire. Estende-se por uma área de 19,88 km². Em 2010 a comuna tinha 481 habitantes (densidade: 24,2 hab./km²).